# Edward Radcliffe-Nash
Edward Radcliffe-Nash, född 9 juni 1888 i London, död 21 februari 1915 i Ypern, var en brittisk militär och tävlingsryttare som deltog i Olympiska sommarspelen 1912 i Stockholm. Han stupade i första slaget vid Ypern under första världskriget, 26 år gammal. 

## Ungdomsår och utbildning
Edward Radcliffe-Nash föddes den 9 juni 1888 i London. Han var son till löjtnanten Edward Nash JP i Essex Regiment i Ballycartee i Tralee i County Kerry och Constance, dotter till John Radcliffe JP från Moorfield Withington.
Edward Radcliffe Nash gick på Mr. Bulls Preparatory School, Westgate on Sea (1898–1902), Eton (1902–juli 1905) och Sandhurst Military College. Han lämnade Eton så tidigt som möjligt för att gå på Sandhurst och få en högre position inom armén. I juli 1906 tog Edward Radcliffe Nash examen från Sandhurst Military College.

## Militär karriär
Den 29 augusti 1906 blev Edward Radcliffe Nash andrelöjtnant och befordrades till löjtnant den 15 januari 1909 och till kapten den 10 oktober 1914.

## Idrottskarriär
Edward Radcliffe Nash var duktig på många olika sporter. Han utmärkte sig på Eton som långdistanslöpare och som roddare. 
Under tiden på Sandhurst tävlade han i löpning mot dem som var betydligt äldre än han, men han ägnade sig främst åt ridsport. När han var 23 år gammal representerade han Storbritannien under Olympiska spelen 1912. Han slutförde varken den individuella eller lagtävlingen i fälttävlan men kom på 29:e plats i hopptävlingen på hästen The Flea.

## Död
Radcliffe Nash for till Frankrike med British Expeditionary Force i augusti 1914. Han deltog i reträtten från Mons, striderna i Marne, Aisne och Första slaget vid Ypern. Han stupade i strid nära Ypres den 21 februari 1915, då skyttegraven sprängdes. 
Kapten Edward Radcliffe Nash ligger begraven i Ieper i West-Vlaanderen i Belgien, rad G, grav 4. Han hade en yngre bror Llewellyn Charles Nash (kapten i King’s Royal Rifle Corps) som dog av skador den 28 september 1915.